# Coto de Caza Sunchubamba
Die Coto de Caza Sunchubamba ist ein Schutzgebiet in Nordwest-Peru in der Region Cajamarca. Coto de Caza lässt sich ins Deutsche als „Wildschutzgebiet“ oder „Jagdschutzgebiet“ übersetzen. Das Schutzgebiet wurde am 22. April 1977 eingerichtet. Verwaltet wird es von der staatlichen Naturschutz-Agentur Servicio Nacional de Areas Naturales Protegidas por el Estado (SERNANP). Das Areal besitzt eine Größe von 597,35 km². Das Schutzgebiet dient der Erhaltung eines Waldgebietes in der peruanischen Westkordillere. Es wird in der IUCN-Kategorie VI als ein Schutzgebiet geführt, dessen Management der nachhaltigen Nutzung natürlicher Ökosysteme und Lebensräume dient. Es ist eines von zwei Schutzgebieten der Kategorie Coto de Caza in Peru. Das andere Schutzgebiet ist die Coto de Caza El Angolo.

## Lage
Das Schutzgebiet liegt in der peruanischen Westkordillere, 30 km südsüdöstlich der Regionshauptstadt Cajamarca, in Höhen zwischen 900 m und 4203 m. Es liegt in den Distrikten Cospán, San Juan, Jesús und Asunción der Provinz Cajamarca.

## Ökologie
Das häufigste Großwild im Schutzgebiet sind der Weißwedelhirsch (Odocoileus virginianus) und der in Peru eingeführte Rothirsch (Cervus elaphus). Zur Vogelwelt des Gebietes gehören das Andensteißhuhn (Nothoprocta pentlandii), das Kordillerentäubchen (Metriopelia melanoptera), der Veränderliche Bussard (Buteo poecilochrous), der Buntfalke (Falco sparverius) und der Aplomadofalke (Falco femoralis). Zu den kleineren Säugetieren im Schutzgebiet gehören der Andenschakal (Lycalopex culpaeus) und das Tapeti (Sylvilagus brasiliensis). Weiterhin sind zu nennen die Weißrüsselskunks (Conepatus), Opossums (Didelphis) und die Peruanische Hasenmaus (Lagidium peruanum). Zur Flora der Region zählen der Peruanische Pfefferbaum (Schinus molle) und die Anden-Erle (Alnus jorullensis). Bei einer Aufforstung von 500 Hektar Waldfläche wurde die Monterey-Kiefer (Pinus radiata), Grevillea robusta aus der Gattung der Grevilleen und Zypressen gepflanzt, alles Pflanzen, die nicht heimisch sind.